# والدوواینو
والدوواینو (به اسپانیایی: Valdoviño) یکی از دهستان‌های اسپانیا است که در Ferrol واقع شده‌است.

## خصوصیات
والدوواینو ۸۸٫۵۲ کیلومترمربع مساحت و ۶٬۹۷۸ نفر جمعیت دارد و ۲۴۳ متر بالاتر از سطح دریا واقع شده‌است.